# Moghul
L'Impero Moghul, anche conosciuto come Mughal è stato il più importante impero indiano di religione musulmana, che regnò su quasi tutto il territorio dell'Asia meridionale durante la dominazione islamica in India. Il termine Mughal (o Moghul) deriva dall'arabo e dal persiano, come alterazione del vocabolo "Mongolo", per enfatizzare l'origine mongola e turca della dinastia timuride. 
Fu l'economia più forte del mondo, e globalmente, ebbe le più alte uscite industriali nel XVII secolo, valendo quasi un quarto del PIL mondiale. Inoltre, l'Impero rappresentò il culmine dell'architettura indiana, con monumenti famosi come il Taj Mahal, una delle nuove sette meraviglie del mondo. Gli imperatori principali della dinastia, discendenti diretti di Tamerlano e Gengis Khan, furono Bābur, Humāyūn, Akbar, Jahāngīr, Shāh Jahān, Aurangzeb e Bahādur Shāh I.

## Storia
L'impero Moghul, il cui fondatore fu Bābur detto il Conquistatore, fiorì dal 1526 al 1707. Egli era un discendente del conquistatore turco Tamerlano, e governava una delle tante città della Transoxiana, in buona parte dell'odierno Uzbekistan.
Scacciato dalle sue terre in seguito all'invasione dei nomadi Uzbeki, Bābur, desideroso di conquistare un altro regno, decise di conquistare l'India. Con un piccolo ma ben armato esercito invase l'India, allora sotto il dominio del Sultanato di Delhi, e si scontrò con l'esercito del sultano Ibrāhīm Lōdī nella battaglia di Panipat (21 aprile 1526), uscendone vincitore.
Babur regnò per altri quattro anni, estendendo il suo nuovo impero dall'Afghanistan al Bengala e incrementando le migrazioni turche in India dall'Asia centrale, accrescendo così il peso della religione islamica in questo Paese. L'impero raggiunse l'apogeo con il terzo imperatore Akbar ("il [più] Grande"), che completò la conquista del Bengala e sottomise il Gujarat e i principati indù Rajput, i quali furono ammessi nell'apparato amministrativo Moghul come esattori delle tasse. Akbar fondò la nuova capitale di Fatehpur Sikri e cercò di creare una nuova religione sincretistica, accostando l'Induismo all'Islam.
L'India divenne parte del cosiddetto Rinascimento timuride tramite i Moghul.
Gli ultimi grandi imperatori Moghul furono Shāh Jahān ("Imperatore del mondo"), che regnò dal 1628 al 1658, e suo figlio Aurangzeb (1658 - 1707). Artefice di una politica espansionista, quest'ultimo dedicò gli ultimi anni del suo regno a una lotta incessante contro i principi indù Maratha (abitanti nell'attuale Maharashtra), che avevano creato la Confederazione Maratha nell'India meridionale.
Aurangzeb impose in tutta l'India la religione islamica, provocando rivolte e guerre. Alla sua morte, avvenuta nel 1707, l'impero si disgregò, e ciò che ne rimaneva fu definitivamente conquistato dai Britannici dopo la I guerra d'indipendenza indiana - meglio nota in Occidente come l'Ammutinamento dei Sepoy o i Moti Indiani - nel 1859.
I Moghul sono rimasti famosi per lo sfarzo della loro corte imperiale e per lo splendore delle loro capitali, Delhi e Agra, che esistono ancora oggi, nonché per i loro stupendi monumenti: basti ricordare ad Agra il Taj Mahal, costruito dall'imperatore Shāh Jahān come tomba per la propria amata sposa, l'imperatrice Mumtaz Mahal, morta giovane nel 1631. Inoltre, i Moghul erano rinomati per la loro scuola artistica, che l'imperatore Humāyūn arricchì invitando un buon numero di artisti persiani, con il ruolo di maestri, presso la sua corte. Tra i pittori più importanti della scuola si annovera Basawan.
La dinastia Moghul fu l'ultima forza unificatrice dell'India prima della conquista europea. La sua fine aprì indirettamente le porte dell'India alla penetrazione e alla dominazione britannica.

## Cronotassi della fine dell'impero
- 1739: Nadir Shah, Shah di Persia, saccheggia la capitale Delhi e porta via il favoloso trono del Pavone, mentre il Niẓām di Hyderābād si rende indipendente di fatto; gli afghani Rohilla creano a Pilibhit un emirato semi-indipendente; i Maratti (Maratha) conquistano il Malwa.
- 1740: ʿAlīvardī Khān rende semi-indipendenti le province del Bengala, Bihar e Orissa.
- 1745: i Maharatti conquistano l'Orissa; Musa Fersing è Nawwāb del Deccan, sotto il protettorato francese.
- 1746: gli Afghani saccheggiano Lahore.
- 1748: Nazar Yung è il nuovo Nazar dell'impero.
- 1749: i Moghul pagano tributi in oro al re afghano Ahmad Shah Durrani.
- 1750: scorrerie dei Maharatti nel Bengala; il Gujarat e il Sind diventano indipendenti.
- 1751: con la imposizione del nuovo Niẓām Salabhut Yung, i Francesi di Joseph François Dupleix dominano l'India a sud del fiume Kistna.
- 1752: gli Afghani annettono il Punjab; l'imperatore Aḥmad Shāh è sconfitto dal maharatto Tukoji Holkar e deve cedere Nagpur e il suo distretto.
- 1754: il visir Safdar Jang rende la provincia dell'Oudh (Awadh) indipendente. Fīrūz Jang, filo-maratto, impone come nuovo imperatore ʿĀlamgīr II e riconquista Lahore agli Afghani. I Jath a sud di Agra si rendono autonomi. Gli Afghani saccheggiano Delhi.
- 1756: Delhi è occupata dagli Afghani; l'Imperatore è posto sotto tutela degli afghani Rohilla; Clive diviene padrone del Bengala dopo la battaglia di Plassey.
- 1758: gli Afghani occupano Lahore.| Questa voce è parte della serie Storia dell'India                                                                                                                                                                                                                                                                                                                                                                                                                                                                                                                                                                                                                                                                                                                                                                                                                                                                                                                                                                                                                                                                                                                                                                                                                                                                                                                                                                                                                                                                                                 |
| Preistoria - Munda (autoctoni) - Cultura Mehrgarh 7000-3300 a.C. - Dravida Età del bronzo in India - Civiltà della valle dell'Indo 3300–1700 a.C. Età del ferro in India - Civiltà vedica 1500–500 a.C. - Arii - Mahajanapada - Magadha 545 a.C.- 550 d.C. Epoca dei Grandi Imperi - Impero Maurya 321–184 a.C. - Dinastia Chola 250 a.C.–1070 d.C. - Impero satavahana 230 a.C.–220 d.C. - Impero Kusana 60 d.C. –240 d.C. - Impero Gupta 280 –550 d.C. - Dinastia Chalukya 543–753 - Dinastia Pala 750–1174 - Dinastia Rashtrakuta 753–982 - Impero Hoysala 1040–1346 - Impero Kakatiya 1083–1323 L'epoca dei Sultanati indiani - Sultanato ghaznavide 977-1186 - Sultanato ghuride 1186-1215 - Sultanato di Delhi (Mamelucchi di Delhi) 1206–1526 - Dinastia Khaljī 1290-1320 - Dinastia Tughlaq 1321-1398 - Dinastia Sayyid 1414-1451 - Dinastia Lōdī (o Lōdhī) 1451-1526 - Sultanato Sharqi (Jaunpur) 1394-1479 - Sultanati del Deccan 1490–1596 - Regno Ahom 1228–1826 - Impero di Vijayanagara 1336–1646 - Impero Moghul 1526–1858 - Impero Maratha 1674–1818 - Impero Sikh 1336–1646 - Confederazione Sikh 1716-1799 Dominazioni europee - India portoghese 1505-1961 - India olandese 1605-1825 - India danese 1620-1869 - India francese 1668-1954 L'epoca del dominio britannico - Stati principeschi 1721-1949 - Compagnia britannica delle Indie orientali 1757–1858 - Moti indiani del 1857 - Raj Britannico 1858–1947 - Indipendenza e partizione dell'India 14 agosto 1947 L'indipendenza indiana - India moderna 1947 - presente |
| Questo box: vedi • disc. • mod. |

- 1759: ʿĀlamgīr II è assassinato da Fīrūz Jang e il nuovo imperatore, Shāh ʿĀlam II è in esilio in cerca di alleati e li trova nei Britannici di Robert Clive; di fatto cessa politicamente l'Impero moghul.
- 1760: i Maharatti occupano Delhi.
- 1761 i Maratha del Peshwa sono sconfitti a Pānīpat dagli Afghani di Ahmad Shah Durrani e dai loro alleati indiani, che rioccupano Delhi e vi istituiscono un proprio governatore in nome dell'imperatore esule.
- 1763: l'imperatore Shāh ʿĀlam II si stabilisce ad Allāhābād sotto la protezione britannica e cede alla Compagnia britannica delle Indie orientali l'amministrazione del Bengala, Orissa e Bihar, dipendenti dal subadar di Murshidabad; inizia la dominazione britannica in India.
- 1765: i Maharatti e i Jath assediano Delhi; l'imperatore diviene pensionato britannico per la cifra 26 lack (2 600 000) di rupie all'anno (12 agosto 1765); i Britannici annettono il Bihar.
- 1766: i Jath sono sconfitti dai Rajput presso Jaipur; i Britannici annettono il Circars.
- 1771: i Britannici annettono Kara, Allāhābād e Benares.
- 1772: Shāh ʿĀlam II rientra a Delhi con l'aiuto dei Maharatti; l'impero maratha diventa una Confederazione di vari clan dinastici (Bhonsla, Peshwa, Gaekwar, Sindhia, Holkar).
- 1773: i Moghul occupano Bharatpur, Alwar e Agra; i Sikh marciano su Delhi; la Compagnia delle Indie si dichiara sovrana e indipendente dai Moghul e non versa più i tributi all'Imperatore.
- 1774: i Moghul ripristinano la legge sui feudi (Jagir).
- 1782: la corte moghul è dominata dal nuovo visir Afrasyab Khān.
- 1783: i Moghul chiedono aiuti al maharatto Sindhia contro la tirannia di Afrasyab che viene assassinato; il Peshwa maharatto è nominato viceré dei Moghul e Sindhia diviene suo rappresentante alla corte di Delhi e Agra.
- 1785: Sindhia è il sovrano effettivo dei territori moghul.
- 1787: Ghulām Qadīr, emiro dei Rohilla, occupa Delhi e domina la corte.
- 1788: Shāh ʿĀlam II è accecato da Ghulām Qadīr; Sindhia marcia su Agra, ma è sconfitto dall'esercito moghul di Ghulām Qadīr, tuttavia in seguito occupa Delhi e ricolloca Shāh ʿĀlam II sul trono.
- 1790: il generale francese de Boigne organizza l'esercito maharatto di Sindhia secondo i canoni europei e sconfigge i maharatti ribelli e i Rajpur di Jaipur.
- 1791: Sindhia domina anche la corte maharatta di Pune, nominando il nuovo Peshwa.
- 1792: Calcutta diviene il centro amministrativo (Presidency) della Compagnia inglese delle Indie.
- 1794: Sindhia muore a Pune a seguito di un agguato.
- 1795: l'erede di Sindhia, Dawlat Rao, si trasferisce a Delhi; Zaman Shah, nuovo emiro afgano, invade il Punjab, ma è sconfitto dai Sikh; Bajirao II è il nuovo Peshwa.
- 1803: dopo aver sconfitto i Maharatti, il generale britannico Lake entra trionfante a Delhi, ponendo il vecchio e cieco imperatore Shāh ʿĀlam sotto protezione britannica, chiamandolo "re di Delhi".
- 1806: Akbar II è il nuovo Imperatore moghul, di fatto posto sotto la pesante tutela britannica; egli governa solo all'interno del suo palazzo (il Forte Rosso - Lal Qila) di Delhi.

## Lista degli Imperatori Moghul
| Nome imperatore             | Nascita           | Periodo di regno | Morte             |
| --------------------------- | ----------------- | ---------------- | ----------------- |
| Bābur                       | 14 febbraio 1483  | 1526-1530        | 26 dicembre 1530  |
| Humāyūn                     | 6 marzo 1508      | 1530-1540        | gennaio 1556      |
| Shēr Shāh Sūrī              | 1472              | 1540-1545        | maggio 1545       |
| Humāyūn                     | 6 marzo 1508      | 1555-1556        | gennaio 1556      |
| Akbar                       | 15 ottobre 1542   | 1556-1605        | 27 ottobre 1605   |
| Jahāngīr                    | 31 agosto 1569    | 1605-1627        | 28 ottobre 1627   |
| Shāh Jahān                  | 5 gennaio 1592    | 1628-1658        | 22 gennaio 1666   |
| Aurangzeb ʿĀlamgīr I        | 21 ottobre 1618   | 1658-1707        | 3 marzo 1707      |
| ʿAzīm Shāh                  | sconosciuta       | 1707             | 1707              |
| Bahādur Shāh I ʿĀlam I      | 14 ottobre 1643   | 1707-1712        | 27 febbraio 1712  |
| Jahāndār Shāh Muʿizz al-Dīn | 9 maggio 1661     | 1712-1713        | 1713              |
| Farrūkh Siyar               | 11 settembre 1683 | 1713-1719        | 28 aprile 1719    |
| Rafīʿ al-Dawla Jath         | sconosciuta       | 1719             | 1719              |
| Shāh Jahān II               | sconosciuta       | 1716-1717        | 1719              |
| Nikusiyar                   | sconosciuta       | 1719             | 1743              |
| Muḥammad Shāh               | 1702              | 1719-1748        | 1748              |
| Aḥmad Shāh Bahādur          | 1725              | 1748-1754        | 1754              |
| ʿĀlamgīr II ʿAzīz al-Dīn    | 1699              | 1754-1759        | 1759              |
| Shāh Jahān III              | sconosciuta       | 1759             | sconosciuta       |
| Shāh ʿĀlam II               | 1728              | 1759-1806        | 1806              |
| Akbar Shāh II               | 1760              | 1806-1837        | 28 settembre 1838 |
| Bahādur Shāh II             | 24 ottobre 1775   | 1837-1857        | 7 novembre 1862   |

## Ripartizione amministrativa
L'impero era organizzato amministrativamente in varie Province (Suwabs); dodici di queste erano viceregni:
- viceregno di Sirhind e Delhi: capitale e sede imperiale (Lal Qila) fino al 1803
- viceregno del Gujarat e Ahmedabad, perduto nel 1757 con Baroda
- viceregno del Kashmir e Srinagar, perduto nel 1754
- viceregno di Hyderabad, governato dal 1724 da un principe di fatto indipendente (Nizam)
- viceregno del Bidar, perduto nel 1765
- viceregno del Sindh e Thatta, perduto nel 1750
- viceregno di Ajmer e principati Rajput, autonomi dal 1748, indipendente dal 1752
- viceregno del Punjab e Lahore, perduto nel 1748
- viceregno dell'Oudh e Lucknow, perduto nel 1775
- viceregno del Bengala e Murshidabad, con Nawāb di fatto indipendente dal 1740
- viceregno di Allahabad, perduto nel 1771
- viceregno di Agra, perduto nel 1775

Tra le altre province:
- Patna e Bahar, perduta nel 1764
- Chamba, perduta nel 1752
- Malwa (Ratipur) perduta nel 1752
- Kandeish e Burhampur
- Buckor perduta nel 1752
- Nagracut e Jullundur
- Nawar e Gwalior, perduta nel 1761
- Pitan e Pilibhit, perduta nel 1754 (Rohilkhand)
- Sindh e Tatta, perduta nel 175
- Multan e Bahawalpur, perduta nel 1752
- Gherwal e Rampur
- Arcot, perduta nel 1725
- Sira, perduta nel 1757
- Janipur
- Bakar
- Mewat e Alwar
- Bharat e Rewa
- Birab e Benares
- Gor e Gorakhpur